# Liste der Einzelgräber der Commonwealth War Graves Commission
Die Commonwealth War Graves Commission hat in Deutschland auch die Betreuung von Einzelgräbern aus beiden Weltkriegen übernommen. Diese Grabstätten wurden aus religiösen oder anderen Gründen nicht auf die großen Kriegsgräberstätten verlegt.
Hierzu gehören:
| Ort                         | Name des Friedhofs                            | Anzahl GS | Weltkrieg         |
| --------------------------- | --------------------------------------------- | --------- | ----------------- |
| Berlin Volkspark Hasenheide | Garnisonsfriedhof                             | 1         | Erster Weltkrieg  |
| Burgoberbach                | Römisch-katholischer Friedhof                 | 1         | Zweiter Weltkrieg |
| Köln-Deutz                  | Jüdischer Friedhof                            | 1         | Erster Weltkrieg  |
| Rechenberg-Bienenmühle      | Ortsfriedhof                                  | 1         | Zweiter Weltkrieg |
| Eisenach                    | Hauptfriedhof                                 | 1         | Zweiter Weltkrieg |
| Euskirchen                  | Hauptfriedhof                                 | 2         | Erster Weltkrieg  |
| Gießen                      | Jüdischer Friedhof                            | 1         | Erster Weltkrieg  |
| Göttingen                   | Jüdischer Friedhof                            | 1         | Erster Weltkrieg  |
| Göttingen                   | ehem. Militärfriedhof                         | 2         | Zweiter Weltkrieg |
| Haldensleben                | Krankenhausfriedhof                           | 1         | Zweiter Weltkrieg |
| Hochkirch                   | Gemeindefriedhof                              | 1         | Zweiter Weltkrieg |
| Hochmutting                 | Oberschleißheimer Kirchenfriedhof             | 6         | Zweiter Weltkrieg |
| Hohenstein-Ernstthal        | St. Christopher Friedhof                      | 1         | Zweiter Weltkrieg |
| Koblenz                     | Jüdischer Friedhof                            | 1         | Erster Weltkrieg  |
| Münster                     | Friedhof für Kriegsgefangene                  | 1         | Erster Weltkrieg  |
| Niederkrüchten              | Friedhof Niederkrüchten (Nordrhein-Westfalen) | 1         | Zweiter Weltkrieg |
| Niederorschel               | Kommunaler Friedhof Niederorschel (Thüringen) | 1         | Zweiter Weltkrieg |
| Parchim                     | Friedhof Parchim (Mecklenburg-Vorpommern)     | 5         | Zweiter Weltkrieg |
| Putlitz                     | Stadtfriedhof Putlitz (Brandenburg)           | 6         | Zweiter Weltkrieg |
| Parnewinkel bei Selsingen   | Friedhof Parnewinkel (Niedersachsen)          | 1         | Zweiter Weltkrieg |
| Regensburg                  | Katholischer Friedhof Oberstadt               | 5         | Zweiter Weltkrieg |
| Retzow                      | Friedhof Retzow (Mecklenburg-Vorpommern)      | 9         | Zweiter Weltkrieg |
| Rotenburg an der Fulda      | Friedhof Rotenburg a.d. Fulda                 | 1         | Zweiter Weltkrieg |